# ليماوجا ليديا سوسيني
ليموجا ليديا سوسين (مواليد 14 أبريل 1965) سياسية في حزب العمال النيوزيلندي. شغلت عضوية المجلس المحلي لمانجيري-أوتاهو في أكتوبر 2010 حتى انتخابها لمجلس النواب النيوزيلندي في مايو 2022. انتُخبت نائبة عن دائرة مانجيري في الانتخابات العامة لعام 2023.